# Поисевская волость
Поисевская волость (тат. پوچىٰ ۋولىٰسىٰ, Pucь vulьsь, Пучы вулысы) — административно-территориальная единица в составе Мензелинского уезда Уфимской губернии и Мензелинского кантона Татарской АССР. На 1910-е годы граничила с Матвеевской, Ирехтинской, Шуганской, Амикеевской, Байсаровской и Семиостровской волостями Мензелинского уезда.
Появилась не позднее 1870 года. По состоянию на 1913 год волостное правление находилось в Поисево.
По декрету «Об Автономной Татарской Социалистической Советской Республике» вошла в состав Мензелинского кантона Татарской АССР. В 1924 году укрупнена,в её состав вошли собственно Поисевская волость, Калтаковская волость без селений Каинсаз и Новый Иркеняш, селение Ташлиярка Матвеевской волости; селение Бикбулово 1-е и 2-е Старо-Мелькенской волости и селение Апачево Старо-Курмашевской волости.
По состоянию на 1930 год состояла из 19 сельсоветов: Апасевский, Зубаировский, Тюковский, Старо-Аймановский, Кулуновский, Бикбуловский, Поисевский, Семяковский, Татарско-Мушугинский, Сасыбурунский, Чупрюковский, Старо-Иркиняшский, Мари-Булякский, Русско-Мушугинский, Красноярский, Старо-Калтаковский, Атряклинский, Чупаевский, Ново-Аймановский.
В августе 1930 года при введении районного деления на всей территории Татарской АССР упразднена, большая часть селений включены в состав Мензелинского района,селения Турушево, Мари-Буляры, Семяково, Сасы-Буруново, Русская и Татарская Мушуга, Атрякли, Старое и Новое Калтаково, Чуплюково, Тигерменчи, Старый Иркиняш, Ятово, Исансупово, Чишма включены в состав Муслюмовского района, а селения Апасево, Атясево и Усы включены в состав Актанышского района.